# Пампулов Мойсей Аронович
Мойсей (Моше) Аронович Пампулов (Панпулов, нар. 1801 — пом. 1884) — лідер (гевір) євпаторійських караїмів, спадковий почесний громадянин, міський голова Євпаторії (1861-1863), учасник Кримської війни. Батько гахама С. М. Пампулова.

## Життєпис
Народився 1801 року в караїмській родині. Батько — Арон Мойсейович Пампулов (? — 1840), гевір євпаторійських караїмів. Про ранні роки М. А. Пампулова нічого не відомо. У 1839 році був одним з кандидатів на пост Таврійського й Одеського караїмського гахама. У 1846 році сім'я Пампулових була удостоєна Сенатом Російської імперії звання спадкового почесного громадянства. До 1847 року проживав у Миколаєві, звідки повернувся до Євпаторії. Під час Кримської війни надавав усіляко допомогав російській армії. Зокрема, надав для потреб армії 1585 десятин землі в Євпаторійському повіті з двома водопійними колодязями, за що був нагороджений медаллю «У пам'ять війни 1853-1856». У ніч на 15 квітня 1854 року, під час перебування в Євпаторії англо-французького флоту, озброївшись вогнепальною зброєю, М. А. Пампулов разом з М. С. Нейманом і М. Луцьким охороняли жителів міста від грабежів та заворушень. Після закінчення війни разом з купцями Демерджі, Сінані й Тонгуром брав участь у відновленні майна й громадських будівель Євпаторії, яким заподіяли шкоду під час бойових дій. Також відповідав за приведення Євпаторії в належний санітарний стан. У 1860 році М. А. Пампулову присвоєно звання купця першої гільдії. Протягом багатьох років займав посаду гласного євпаторійської міської думи, а з 1861 по 1863 роки — міським головою Євпаторії. Допомагав археологу А. С. Фірковичу по розбору й перекладу стародавніхрукописів, про що той згадує в своїй книзі «Авне зіккарон».
Володів поетичним талантом: написав декілька епіграм та віршів давньоєврейською та караїмською мовами.
Помер у 1884 році.